# János Urányi
János Urányi (Balatonboglár, 24 de junio de 1924-Budapest, 23 de mayo de 1964) fue un deportista húngaro que compitió en piragüismo en la modalidad de aguas tranquilas.
Participó en tres Juegos Olímpicos de Verano entre los años 1948 y 1956, obteniendo una medalla de oro en Melbourne 1956 en la prueba de K2 10 000 m. Ganó dos medallas en el Campeonato Mundial de Piragüismo en los años 1954 y 1958, y tres medallas en el Campeonato Europeo de Piragüismo en los años 1957 y 1959.

## Palmarés internacional
| Juegos Olímpicos   | Juegos Olímpicos       | Juegos Olímpicos  | Juegos Olímpicos |
| Año                | Lugar                  | Medalla           | Evento           |
| ------------------ | ---------------------- | ----------------- | ---------------- |
| 1956               | Melbourne (Australia)  | Medalla de oro    | K2 10 000 m      |
| Campeonato Mundial |                        |                   |                  |
| Año                | Lugar                  | Medalla           | Evento           |
| 1954               | Mâcon (Francia)        | Medalla de bronce | K4 10 000 m      |
| 1958               | Praga (Checoslovaquia) | Medalla de oro    | K2 10 000 m      |
| Campeonato Europeo |                        |                   |                  |
| Año                | Lugar                  | Medalla           | Evento           |
| 1957               | Gante (Bélgica)        | Medalla de oro    | K2 500 m         |
| 1957               | Gante (Bélgica)        | Medalla de plata  | K2 10 000 m      |
| 1959               | Duisburgo (RFA)        | Medalla de bronce | K2 10 000 m      |